# Ван Ауторн, Виллем
Виллем ван Ауторн (нидерл. Willem van Outhoorn, Willem van Oudthoorn), 4 мая 1635 года, Ларике — 27 ноября 1720 года, Батавия) — шестнадцатый генерал-губернатор Голландской Ост-Индии.

## Биография
Виллем ван Ауторн родился 4 мая 1635 года в Ларике, на острове Амбон. Его отец служил купцом (нидерл. koopman) в Голландской Ост-Индской компании. Ван Ауторн изучал право в Лейденском университете, окончил его 28 ноября 1657 года.
В 1659 году он вернулся в Ост-Индию, служил в Голландской Ост-Индской компании в должности младшего купца (нидерл. onderkoopman). В 1662 году стал членом Совета правосудия (нидерл. Raad van Justitie) в Батавии. В 1672 году он был назначен генерал-инспектором (нидерл. ontvanger-generaal), а в 1673 году стал вице-председателем Совета правосудия. В 1678 году ван Ауторн руководил экспедицией в Бантам, после успеха которой был назначен специальным членом Совета Индии и действительным советником, оставаясь на этом посту до 1681 года. В 1682 году назначен председателем Совета правосудия, с 1689 году — президент колледжа ван Хеемраден (нидерл. College van Heemraden) и Генеральный директор Голландской Ост-Индии.
17 декабря 1690 года ван Ауторн был назначен генерал-губернатором Голландской Ост-Индии, вступив в должность 24 сентября 1691 года и сменив на этом посту Йоаннеса Камфейса. Правление ван Ауторна почти не было отмечено какими-либо важными событиями. В историографии он обычно оценивается как слабый правитель, не сумевший противостоять росту коррупции в чиновничьем аппарате Голландской Ост-Индской компании.
После десяти лет пребывания в этой должности он попросил руководство компании, «Семнадцать господ» (нидерл. Heren XVII), освободить его от обязанностей генерал-губернатора. 15 августа 1704 года он официально передал все свои полномочия своему зятю Яну ван Хорну, женатому на его дочери Сюзанне.
Перед уходом в отставку ван Ауторн попросил разрешить ему остаться жить в генерал-губернаторской резиденции в Батавии. «Семнадцать господ», приняв во внимание преклонный возраст отставного генерал-губернатора (к этому времени ему было за семьдесят), удовлетворили его просьбу. 27 ноября 1720 года, в возрасте 85 лет, Виллем ван Ауторн скончался.